# Stizocera armata
Stizocera armata là một loài bọ cánh cứng trong họ Cerambycidae.